# Amyda
Amyda ist eine Weichschildkröten-Gattung aus dem tropischen Südostasien. Sie galt lange als monotypisch.

## Merkmale
Mit bis zu 85 Zentimetern Carapaxlänge handelt es sich um große Schildkröten, die ein Gewicht von über 65 Kilogramm erreichen können. Der Rückenpanzer ist niedrig. Über das weite Verbreitungsgebiet dieser Gattung hinweg variiert die Färbung beträchtlich. Männchen haben längere und schwerere Schwänze als Weibchen.

## Lebensweise
Schildkröten aus dieser Gattung bewohnen aquatische Habitate von Bergbächen bis zu Flüssen, Altgewässern, Teichen, Sümpfen und landwirtschaftlichen Entwässerungssystemen; in stehenden Gewässern sind sie am häufigsten. Sie sind opportunistische Allesfresser, bevorzugen aber tierische Nahrung wie Muscheln, Schnecken, Fische und Garnelen. Weibchen legen mehrere Gelege pro Jahr, wobei die meisten Nester in der Trockenzeit angelegt werden. Ein Gelege enthält drei bis 28 Eier mit etwa 30 bis 40 Millimetern Durchmesser; die Inkubationszeit kann je nach Mikrohabitat zwischen zwei und viereinhalb Monaten betragen. Zu den Fressfeinden gehören Indischer Fischotter und Tiger, den Eiern werden auch Warane, Krähen, Schlangen, Adler, wilde Schweine und Menschen gefährlich.

## Verbreitung
Die Gattung kommt vom äußersten Nordosten Indiens (unter anderem Mizoram und Assam) und  östlichsten Bangladesch aus ostwärts über Myanmar und Laos bis Vietnam und südwärts über Thailand, Kambodscha, Malaysia, Singapur und Brunei bis nach Indonesien (Sumatra, Bali, Java und Borneo) vor. Auf Sulawesi, den Molukken und den Kleinen Sundainseln sowie in Yunnan und Hongkong (bisher keine Fortpflanzung vor Ort bekannt) wurde sie von Menschen eingeführt.

## Nutzung und Gefährdung

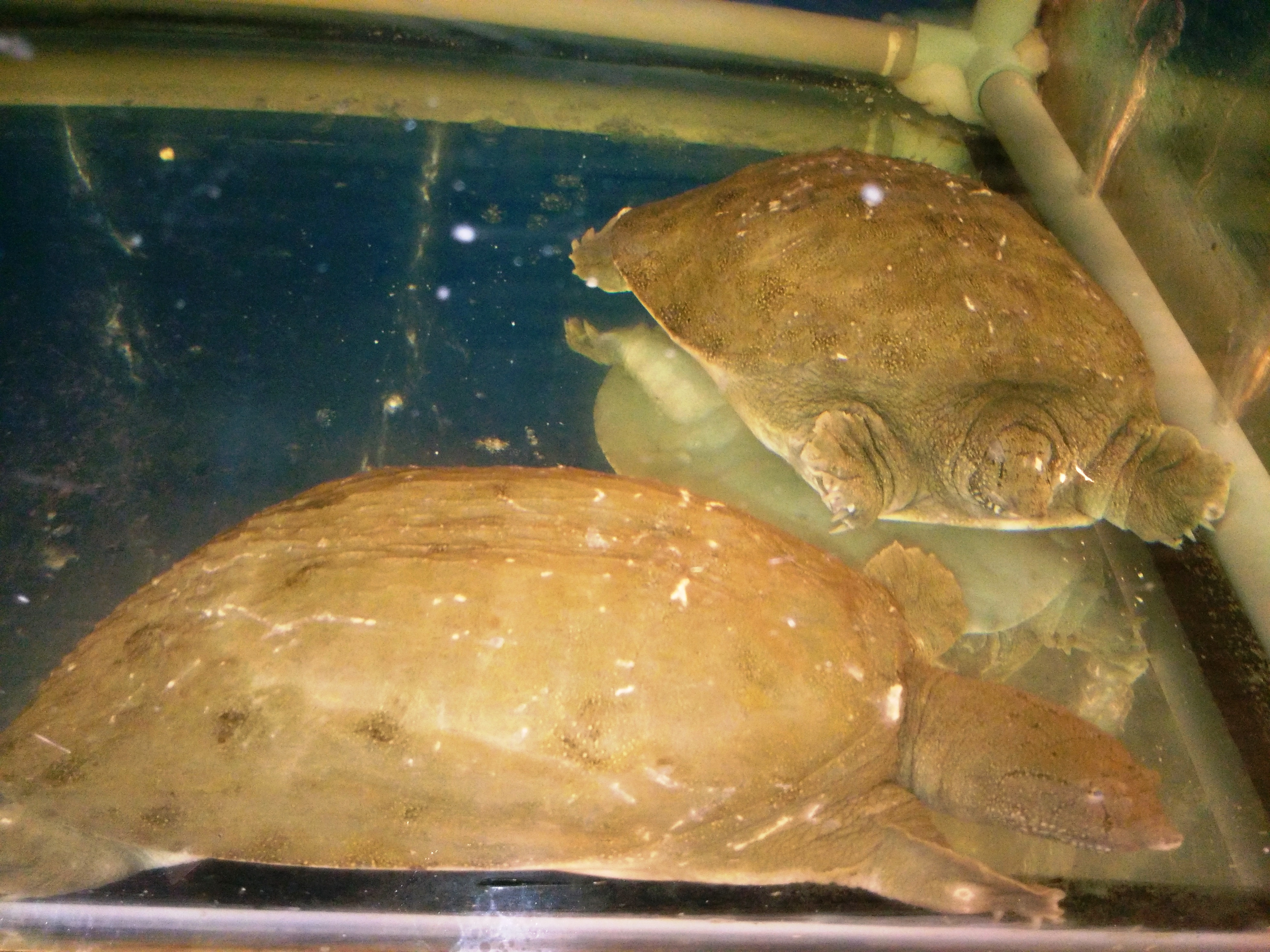
Schildkröten der Gattung Amyda in Gefangenschaft

Die Arten aus dieser Gattung werden gerne verzehrt und auch in großen Anzahlen international gehandelt. Amyda cartilaginea wird seit 2005 als gefährdete Art im Appendix II des Washingtoner Artenschutzübereinkommens gelistet; internationale Handelsstatistiken gibt es für diese Art seit 2004, wobei es sich bei wildgefangenen Tieren aus Myanmar vermutlich um Amyda ornata handelt. In Gefangenschaft gezüchtete Tiere wurden außerdem von Myanmar (50 Tiere 2007) und Vietnam (2010 und 2011 je 300 Tiere) nach Taiwan exportiert sowie von Thailand nach Vietnam (505 Tiere 2017, 13.000 Tiere 2018, über 38.000 Tiere 2019); der internationale Handel wurde allerdings bis 2018 von wildgefangenen Tieren aus Indonesien dominiert.

## Systematik
Sie umfasst die folgenden Arten:
- Knorpel-Weichschildkröte (Amyda cartilaginea), 2 Unterarten
- Amyda ornata, 3 Unterarten

Außerdem gibt es einzelne taxonomisch unspezifizierte Populationen, die möglicherweise eine dritte Art bilden.
Die Schwestergruppe von Amyda ist Nilssonia, Schwestergruppe zu diesen beiden ist Dogania subplana und Schwestergruppe zu den genannten drei ist Palea  steindachneri.

## Forschungsgeschichte
1809 beschrieb August Friedrich Schweigger die Gattung Amyda anhand der Art Amyda javanica (subjektives Synonym von Amyda cartilaginea). 1834 schlugen André Marie Constant Duméril und Gabriel Bibron den Ersatznamen Amida vor. Leopold Fitzinger beschrieb 1843 die Gattung Potamochelys anhand von Aspidonectes (Potamochelys) javanica Wagler, ebenfalls ein subjektives Synonym von Amyda cartilaginea. Aspilus Gray 1864 ist ein jüngeres Homonym und sollte nicht die Käfergattung Aspilus Schaum 1848 bezeichnen, sondern die Weichschildkröte Aspilus cariniferus (= Trionyx cariniferus Gray 1856), bei der es sich wiederum um Amyda cartilaginea handelt. Auch Ida Gray 1873 ist ein jüngeres Homonym; die Typusart Ida ornata (= Trionyx ornatus Gray 1861) ist heute als Amyda ornata bekannt.
1992 schlug Peter Paul van Dijk eine Aufteilung der Gattung Amyda anhand der verschiedenen Farbvarianten vor. Genetische Analysen von Fritz et al. ergaben 2014, dass Amyda cartilaginea eigentlich drei verschiedene Kladen umfasst: Amyda cartilaginea (im engeren Sinn) auf dem Sunda-Schelf, Amyda ornata auf dem Festland und eine weitere Art vom Baram-Fluss an der Nordküste Borneos.